# ستيفن كافري (ممثل)
ستيفن كافري (بالإنجليزية: Stephen Caffrey)‏ هو ممثل أمريكي، ولد في 27 سبتمبر 1959 في كليفلاند في الولايات المتحدة.

## وصلات خارجية
- ستيفن كافري على موقع IMDb (الإنجليزية)
- ستيفن كافري على موقع ألو سيني (الفرنسية)
- ستيفن كافري على موقع أول موفي (الإنجليزية)
- ستيفن كافري على موقع قاعدة بيانات الأفلام السويدية (السويدية)
- ستيفن كافري على موقع قاعدة بيانات الفيلم (الإنجليزية)
- ستيفن كافري على موقع كينوبويسك (الروسية)